# Đàn nguyệt
Đàn nguyệt (tiếng Trung: 月琴; bính âm: Yùeqín, Hán Việt: nguyệt cầm) - là nhạc cụ dây gẩy xuất xứ từ Trung Quốc được du nhập vào Việt Nam, trong Nam còn gọi là đờn kìm. Loại đàn này có hộp đàn hình tròn như mặt trăng nên mới có tên là "đàn nguyệt". Theo sách xưa, đàn nguyên thủy có 4 dây (đàn nguyệt Trung Quốc), sau rút lại còn 2 dây. Nó là một nhạc cụ quan trọng trong dàn nhạc kinh kịch Bắc Kinh, thường đảm nhận vai trò là nhạc cụ giai điệu chính thay cho phần dây cung.
Đàn nguyệt là cây đàn rất phổ biến dùng để độc tấu, hòa tấu với nhiều kỹ thuật chơi độc đáo như luân chỉ (vê), đàn khiêu (gảy),... Màu âm đàn nguyệt tươi sáng, rộn ràng, tình cảm, đa dạng trong diễn tả các trạng thái cảm xúc âm nhạc.

## Lịch sử ra đời
Theo truyền thống, nhạc cụ được phát minh ở Trung Quốc trong triều đại Tần thế kỷ thứ 3 đến thế kỷ thứ 5. Tổ tiên của đàn nguyệt là đàn nguyễn.

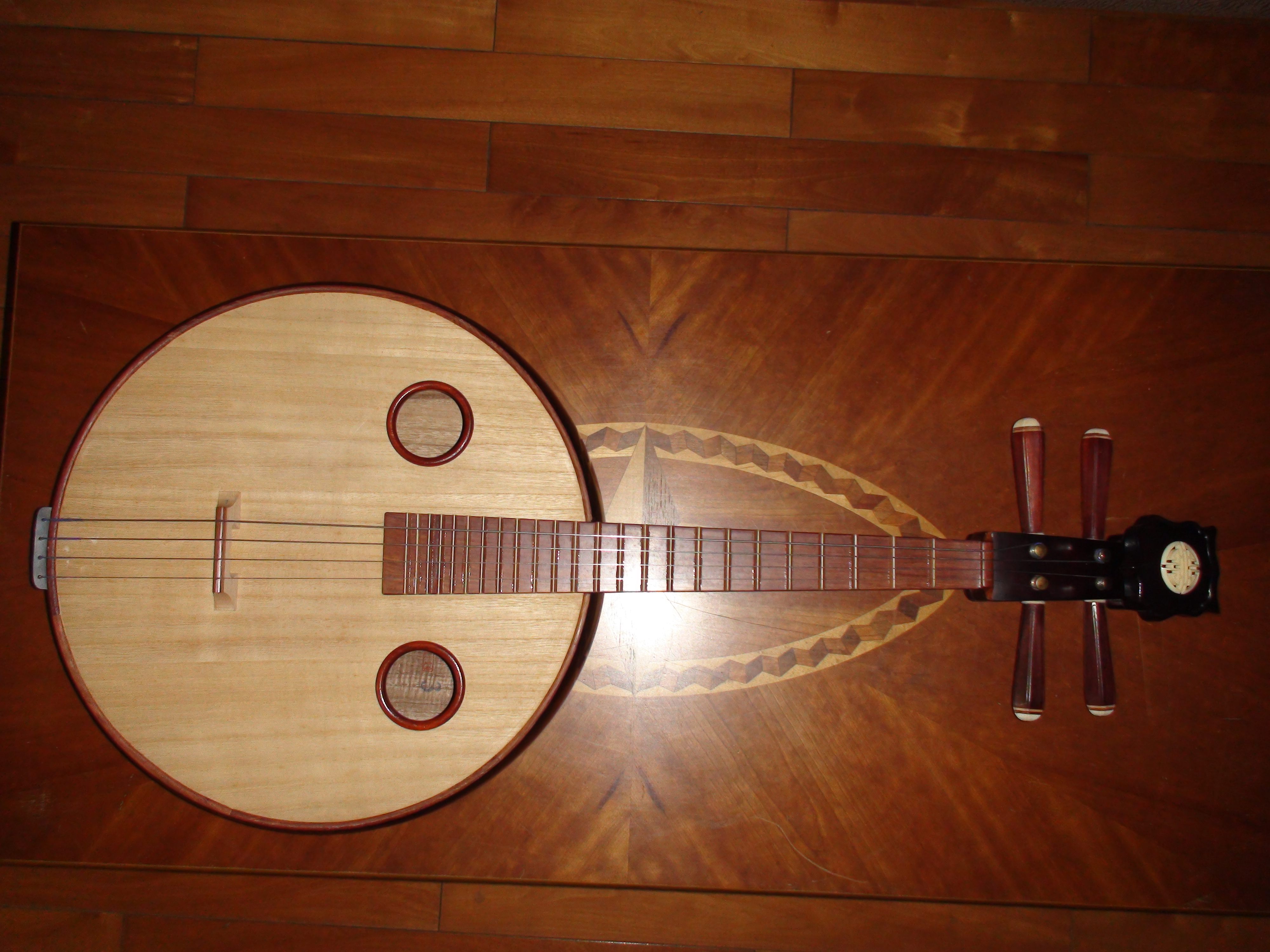
Đàn trung nguyễn của Trung Quốc, được cho là thủy tổ của đàn nguyệt

Trước khi đàn nguyễn ra đời, theo giả thiết khảo cứu từ những bức bích hoạ trong hang Mạc Cao của tỉnh Đôn Hoàng, Trung Quốc có một loại nhạc cụ với thùng đàn tròn và mặt đàn bằng gỗ không chứa lỗ thoát âm, cần dài không có phím, 4 chốt và 4 dây tơ (có 4 lỗ trên chốt đàn xuyên ngang qua 2 bên thành đàn của đầu đàn để mắc 2 dây, như vậy loại đàn này sử dụng dây kép). 
Đàn nguyễn có thể có lịch sử hơn 2.000 năm, hình thức sớm nhất có thể là Tần tỳ bà, sau đó được phát triển thành nguyễn huyền (được đặt tên theo Nguyễn Hàm), rút ngắn thành nguyễn. Trong các văn bản cổ của Trung Quốc từ thời Hán đến nhà Đường, thuật ngữ tỳ bà  được sử dụng như một thuật ngữ chung cho một số hợp âm được gảy, bao gồm cả đàn nguyễn, do đó không nhất thiết có nghĩa giống như cách sử dụng hiện đại của tỳ bà chỉ đề cập đến các nhạc cụ có thân hình quả lê. Theo Biên niên sử tỳ bà (琵琶赋, Hán Việt: tỳ bà phú) của Phụ Huyền (傅玄) của Thời Tây Tấn, tỳ bà được thiết kế sau khi sửa đổi các nhạc cụ dây khác của Trung Quốc thời đó như đàn tam thập lục Trung Quốc, đàn tranh và đàn trúc, hoặc không hầu (箜篌 -đàn hạc Trung Quốc). Tuy nhiên, người ta tin rằng đàn nguyễn có thể đã được hậu duệ của một nhạc cụ gọi là huyền đào (弦鼗) mà được xây dựng bởi người lao động trên Vạn Lý Trường Thành của Trung Quốc trong thời gian cuối triều đại nhà Tần (do đó tên Tần tỳ bà) sử dụng dây kéo dài trên cán của chiếc trống. Về sau,  biến thể của huyền đào được gọi là song thanh (雙清) hay song vận (雙韻) với thùng đàn hình tròn hoặc bát giác làm từ gỗ gụ, cần đàn có phím thủy ba (水波) và 4 chốt 4 dây.
Các tiền đề của đàn nguyễn trong triều đại nhà Tần (221 TCN - 206 TCN), tức là đàn tỳ bà thời Tần, đã có một chặng đường dài, cầm đàn thẳng với thùng đàn tròn trái ngược với thùng đàn hình nửa quả lê vốn là hình dạng dành cho đàn tỳ bà của các triều đại sau này. Tên của "tỳ bà" được liên kết với "đàn khiêu" (彈
挑) - một kỹ thuật tay phải để chơi một nhạc cụ dây gảy. "Tỳ" (琵), có nghĩa là "đàn" (彈), là chuyển động đi xuống của việc gảy dây. "Bà" (琶), có nghĩa là "khiêu" (挑), là chuyển động đi lên của việc nhấn dây.
Tên hiện tại của Tần tỳ bà, từ "nguyễn", không được đặt cho đến thời nhà Đường (thế kỷ thứ 8). Trong triều đại của Hoàng hậu Võ Tắc Thiên (khoảng 684-704 sau Công nguyên), một nhạc cụ bằng đồng trông giống như  Tần tỳ bà được phát hiện trong một ngôi mộ cổ ở Tứ Xuyên. Nó có 13 phím đàn và thùng đàn tròn. Người ta tin rằng đó là nhạc cụ mà nhạc sĩ thời Đông Tấn (東晉) là Nguyễn Hàm thích chơi. Nguyễn Hàm là một học giả trong Tam Quốc Thời kỳ Đông Tấn (thế kỷ thứ 3). Ông và sáu học giả khác không thích chính quyền tham nhũng, vì vậy họ tập trung tại một khu rừng tre ở Shanyang (Sơn Dương), nay thuộc tỉnh Hà Nam). Họ uống rượu, viết thơ, chơi nhạc và tận hưởng cuộc sống đơn giản. Nhóm được biết đến với tên Trúc lâm thất hiền (林七賢).  Vì Nguyễn Hàm là một chuyên gia và nổi tiếng khi chơi một nhạc cụ trông giống như tần cầm, nên nhạc cụ được đặt theo tên ông khi tần cầm được tìm thấy trong một ngôi mộ trong thời nhà Đường. Các ruan đã được sử dụng để được gọi là ruanxian, nhưng ngày nay nó được rút ngắn thành nguyễn (阮).
Cũng trong thời nhà Đường, một chiếc nguyễn huyền đã được đưa đến Nhật Bản từ Trung Quốc. Bây giờ đàn nguyễn này vẫn được lưu trữ trong Shosoin của Bảo tàng Quốc gia Nara ở Nhật Bản. Các cây đàn nguyễn này được làm bằng gỗ đàn hương đỏ và trang trí với khảm xà cừ. Các loại  cổ đại của đàn nguyễn cho thấy rằng diện mạo của nó ngày nay đã không thay đổi nhiều kể từ thế kỷ thứ 8. Cũng từ đàn nguyễn nên một số dân tộc thiểu số ở Trung Quốc và Việt Nam có loại đàn tròn gọi là  "hó tờ" (theo cách gọi của dân tộc Pa Dí ở Việt Nam) và các dân tộc Trung Quốc gọi là Di tộc tứ huyền cầm (彝族四弦琴) hoặc là Di tộc nguyệt cầm (彝族月琴), còn người H'Mông ở Trung Quốc gọi là Miêu tộc tứ huyền (苗族四弦).

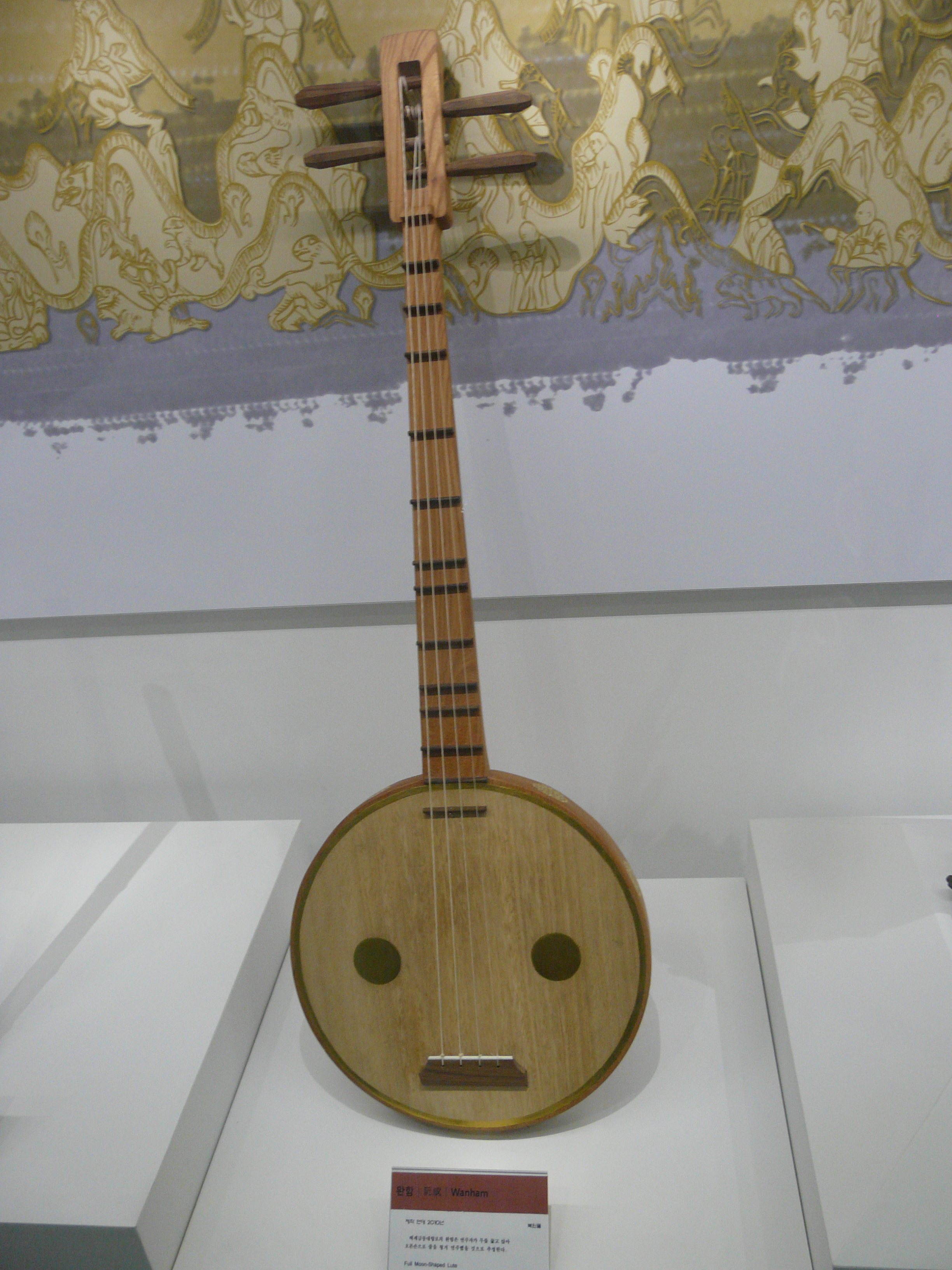
Wolgeum - đàn nguyệt Hàn Quốc trưng bày tại một bảo tàng ở Seoul

Ngày nay, mặc dù đàn nguyễn chưa bao giờ phổ biến như tỳ bà và đàn nguyễn đã được chia thành nhiều nhạc cụ nhỏ hơn và được biết đến nhiều hơn trong vài thế kỷ gần đây, như nguyệt cầm và tần cầm, nguyệt cầm, không có lỗ âm thanh, hiện được sử dụng chủ yếu trong nhạc đệm Bắc Kinh. Tần cầm và đàn nguyệt lúc bấy giờ là hai loại nhạc cụ trong nhóm đàn nguyễn thịnh hành ở Quảng Đông (廣東) và Triều Châu (潮州). Riêng người Triều Tiên có loại đàn nguyệt là wolgeum (Hangul:월금, gồm 4 dây và 13 phím. Đầu đàn hình lá liễu nhọn, hốc luồn dây có 4 chốt chỉnh dây; cần đàn dài và thẳng. Nó được tìm thấy trong các bức tranh tường của Cao Câu Ly và được sử dụng trong âm nhạc truyền thống, cùng với đàn Hyang bipa (Hương tỳ bà), đàn tam thập lục yanggeum và sáo trúc dọc danso trong dàn nhạc Hyangak (hương nhạc Triều Tiên) và Nhã nhạc Triều Tiên, nhất là nhạc phẩm Thọ duyên trường chi khúc (수연장 지곡).

## Cấu tạo

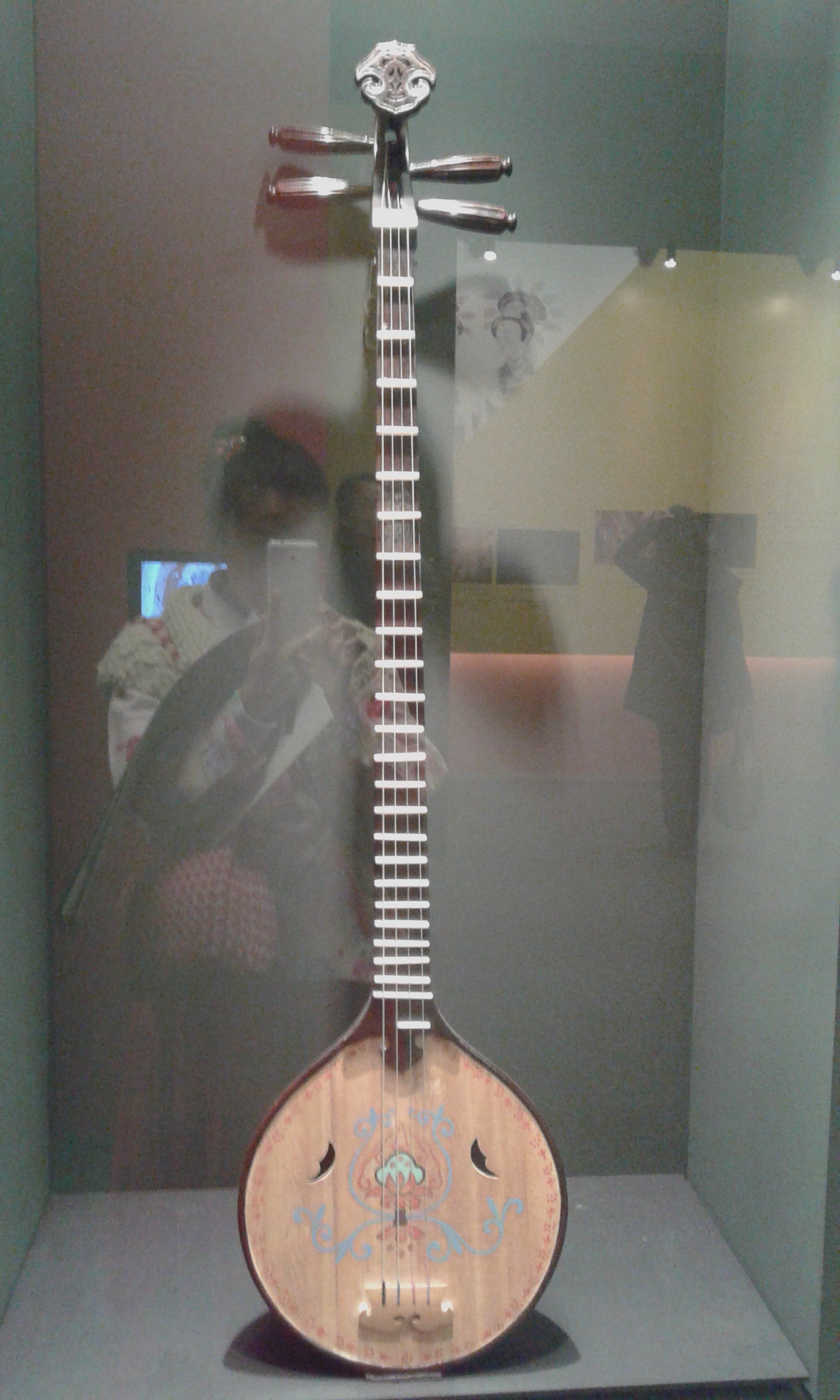
Đàn nguyệt Trung Quốc trưng bày tại bảo tàng ở Bắc Kinh

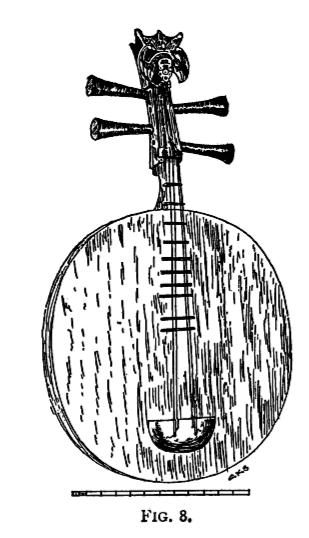
Đàn nguyệt Trung Quốc cẩn đầu dơi, tranh vẽ năm 1907 bởi Waldo Selden

Đàn nguyệt có những bộ phận chính như sau:
- Bầu vang: Bộ phận hình tròn ống dẹt (riêng Trung Quốc còn có phần bầu đàn hình bát giác), đường kính mặt bầu 30 cm, thành bầu 6 cm. Nền mặt bầu vang có bộ phận nằm phía dưới gọi là ngựa đàn (phím) dùng để mắc dây. Bầu vang không có lỗ thoát âm.

- Cần đàn (hay dọc đàn): làm bằng gỗ cứng, dài thon mảnh, bên trên gắn 8-11 phím đàn. Những phím này khá cao, nằm xa nhau với khoảng cách không đều nhau.

- Đầu đàn: hình lá đề hay mặt ngọc tròn chạm khắc hoa hay rồng (thường là của Trung Quốc), gắn phía trên cần đàn, nó có 4 hóc luồn dây và 4 trục dây, mỗi bên hai trục. Một số dân tộc thiểu số của Trung Quốc có đàn nguyệt với đầu cần đàn khắc đầu rồng, con dơi xoè cánh,...

- Dây đàn: có 4 dây, trước đây làm bằng dây tơ, ngày nay thường làm bằng dây nylon hay dây thép. Tuy có  4 dây nhưng sau rút đi còn 2 trục 2 dây (một dây to một dây nhỏ) để phân biệt giữa đàn nguyệt Việt Nam, đàn nguyệt và đàn nguyễn Trung Quốc. Cách chỉnh dây thay đổi tùy theo người sử dụng. Có khi 4 dây cách nhau quãng 4 đúng, có khi cách quãng năm đúng hoặc quãng bảy hay quãng tám đúng. Song cách thông dụng nhất vẫn là lên dây theo quãng năm đúng. Đàn nguyệt là nhạc cụ gảy dây, được dùng thường xuyên trong ban nhạc chầu văn, tài tử, kinh kịch Trung Quốc và trong nhiều dàn nhạc dân tộc khác.

Đàn nguyệt ở Trung Quốc có bốn dây, điều chỉnh trong hai tone D và A (thấp đến cao). Nguyệt cầm được sử dụng cho tuồng Bắc Kinh, tuy nhiên, có hai dây duy nhất, chỉ một trong số đó là thực sự được sử dụng, dây dưới đây là có hoàn toàn cho sự cộng hưởng cảm thông. Trong vở tuồng Bắc Kinh (kinh kịch), người chơi sử dụng một cái chốt gỗ nhỏ thay vì một tấm lót để biểu diễn, và chỉ chơi ở vị trí đầu; Điều này đòi hỏi người biểu diễn phải sử dụng quãng tám để chơi tất cả các âm thanh trong một giai điệu nhất định.
Các dây trên mẫu truyền thống của nhạc cụ được làm bằng lụa (mặc dù nylon hay dây thép thường được sử dụng ngày nay), tạo cho nhạc cụ một sắc thái và cộng hưởng đặc biệt. Riêng nguyệt cầm Đài Loan bao gồm 7 phím.

## Cấu tạo đàn nguyệt Trung Quốc

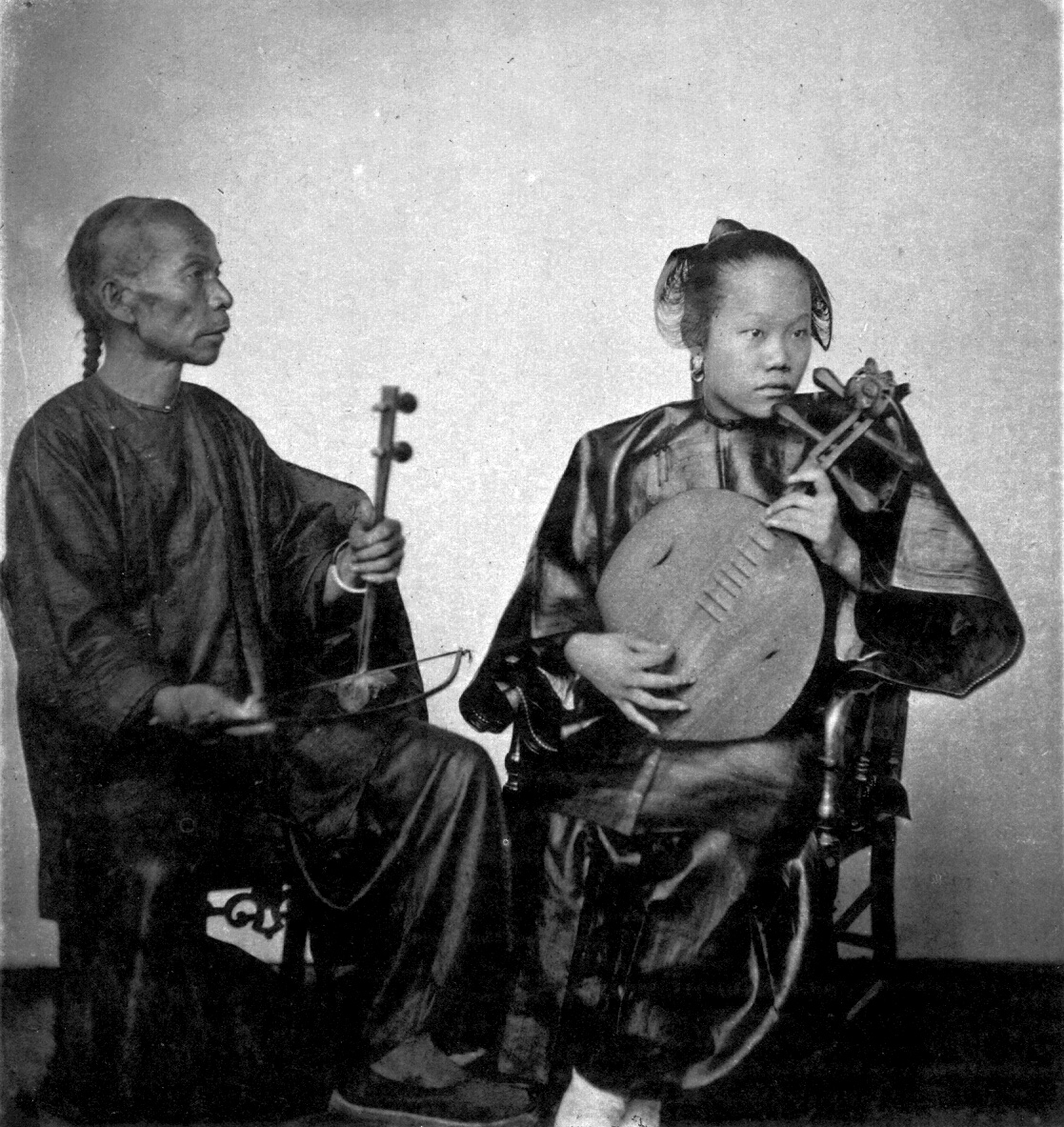
Kỹ nữ chơi đàn nguyệt cổ 4 dây cùng nam nhạc công chơi đàn nhị, cuối thời nhà Thanh, Trung Quốc

Đầu đàn (hoặc thủ đàn) thẳng có chạm khắc rất cầu kỳ hình chữ thọ, con dơi hoặc hình tròn trắng, bên trong chạm nổi bông hoa hay hình lá đề tuỳ từng loại.

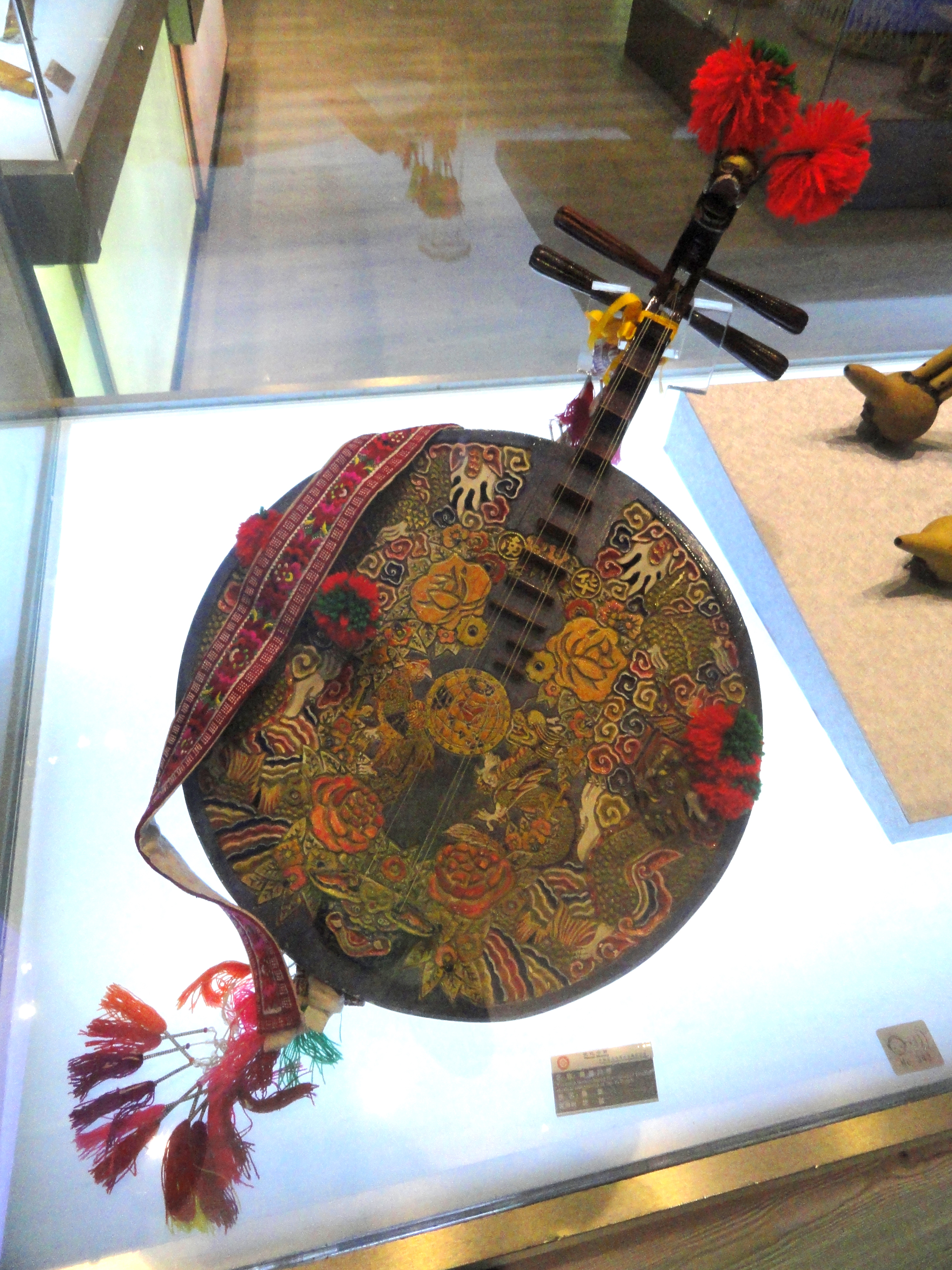
Đàn nguyệt của người Di trưng bày tại bảo tàng tỉnh Vân Nam, Trung Quốc. Một số dân tộc thiểu số ở vùng núi phía Bắc Việt Nam cũng sử dụng loại đàn nguyệt tương tự

Mặt đàn thường làm từ gỗ bào đồng hay gỗ phượng hoàng; phần lưng thân đàn làm từ gỗ hồng sắc, gỗ gụ hoặc gỗ đàn hương đỏ. Thùng đàn là hình tròn và nó được chia làm 3 loại: đại, trung và nhỏ. Kích thước khác nhau của đàn nguyễn sẽ cho ra tầm âm khác nhau.
Cần đàn nguyễn là khúc gỗ nối dài liên kết giữa đầu đàn và thùng đàn, mỗi dây đàn sẽ chạy dọc trên cần đàn. Tùy thuộc vào nơi đặt ngón tay trên cần đàn sẽ cho âm thanh khác nhau. Nó có ảnh hưởng từ guitar phương Tây. Đàn có 4 chốt để lên dây, nhưng ngày nay đã tăng số dây và chốt là 5.
Tại cần đàn bao gồm: Phím đàn, ngăn phím, dây đàn, mặt phím. Mặt phím là một miếng gỗ dài được ngắn trên cần đàn và đây cũng sẽ là nơi để các ngón tay trái thực hiện thao tác trên đó. Phím đàn là các thanh tre, nhựa hay kim loại để chia mặt phím thành các ngăn và mỗi một ngăn phím là một nốt nhạc. Đàn nguyệt truyền thống xưa của Trung Quốc chỉ vỏn vẹn 8 phím, loại cải tiến ngày nay có tất cả 17 phím.
Ngựa đàn: Bộ phận chính là miếng gỗ mỏng được đặt trên mặt đàn và cũng là nơi giữ dây đàn vững chắc trên thùng đàn để không bị thay đổi cao độ. Khi gãy phím đàn rung động sẽ chạy dọc theo cần đàn từ ngựa đến đầu đàn. Ngày nay, đàn nguyễn điện (tiếng Trung: 电阮; bính âm: diàn ruǎn) sử dụng bộ cảm biến và truyền dẫn âm thanh (pickup) để chuyển đổi các rung động của dây đàn thành các xung điện, từ đó có thể truyền đi xa, điều chỉnh âm tần và khuếch đại ra loa.
Đàn nguyễn Trung Quốc được chia thành 6 loại, bao gồm Cao âm nguyễn (高音阮), Tiểu nguyễn (小阮), Trung nguyễn (中阮), Đại nguyễn (大阮), Đê âm nguyễn (低音阮) và Đường nguyễn (唐阮 - loại cổ phục dựng từ thời Đường).  Một số dạng đàn nguyễn khác được phục dựng từ các bức vẽ trong hang Mạc Cao gồm Trường cảnh tứ huyền nguyễn (长颈四弦阮), Trực cảnh đại nguyễn (直颈大阮), Tam huyen hoa liên nguyễn (三弦花边阮), Khúc cảnh tam huyền liên nguyễn (曲颈三弦花边阮) và Trực cảnh tứ huyền tiểu nguyễn (直颈四弦小阮).

## Khả năng trình diễn
Video kỹ thuật chơi đàn nguyệt Trung Quốc
Nhìn chung đàn nguyệt có âm sắc trong sáng, ở khoảng âm thấp thì hơi đục. Nó có thể diễn đạt nhiều sắc thái tình cảm khác nhau, từ dịu dàng, mềm mại đến rắn rỏi, rộn ràng.
Nguyệt cầm của Trung Quốc thường dùng trong kinh kịch, hòa âm trong dàn nhạc bát âm cung đình, các bài hát dân ca,nhạc cổ phong Trung Quốc, C-pop, EDM,... Kỹ thuật búng dây gọi là "đàn-khiêu" (彈挑), sử dụng ngón trỏ và ngón cái. Đàn 彈 là búng dây bằng ngón trỏ, còn khiêu 挑 là búng dây bằng ngón cái. Thông thường, cách búng dây trên đàn tì bà ngược lại với cách gảy đàn guitar. Người ta búng những ngón tay (kể cả ngón cái) hướng ra ngoài, trong khi đó, khi chơi guitar thì những ngón tay lại gảy vào trong, hướng về lòng bàn tay. Đối với nguyệt cầm Trung Quốc, cách gảy ngược vị trí so với "đàn" và "khiêu" gọi theo thứ tự là "mạt (抹) và "câu" (勾). Khi gảy hai dây cùng lúc bằng ngón trỏ và cái (hai ngón hoạt động riêng lẻ) gọi là "phân" (分), chuyển động ngược lại gọi là "chích" (摭). Đánh chập nhanh bằng bốn ngón tay gọi là "tảo" (掃), đánh chập nhanh ở vị trí ngược lại gọi là "phất" (拂). Tạo âm thanh đặc biệt bằng kỹ thuật vê (tremolo) thì gọi là "luân chỉ" (輪指). Kỹ thuật này thường được sử dụng cả năm ngón của bàn tay phải, tuy nhiên, có thể sử dụng chỉ bằng một hoặc vài ngón tay.

## Kỹ thuật diễn tấu

### Kỹ thuật tay phải
Ngày xưa người biểu diễn nuôi móng tay dài để gảy đàn nguyệt, ngày nay miếng gảy đàn đã giữ nhiệm vụ này. Một số kỹ thuật sử dụng tay phải trong đàn nguyệt như sau:
- Đàn (彈):là búng dây bằng ngón trỏ
- Khiêu (挑): búng dây bằng ngón cái
- Trường luân (長輪): vê quãng dài
- Tảo (掃): Đánh chập nhanh bằng 4 ngón tay, tương tự với tỳ bà, liễu cầm, hồ lô cầm, đàn nguyễn và đàn tam
- Phất (拂): đánh chập nhanh ở vị trí ngược lại
- Tảo phất (掃拂): đánh chập nhanh kết hợp giữa "phất" và "tảo" ở vị trí ngược lại kết hợp với vê ngón
- Luân (輪): vê bằng hai đầu ngón tay trong khi bàn tay giữ ở thủ hình nửa nắm tay
- Song huyền luân (雙弦輪): Vê đồng thời trên 2 dây liền kề
- Phục/ Sát (伏/煞): Dùng ngón út của lòng bàn tay để ngăn dây rung
- Đới luân (帶輪): Vê và vuốt dây xuống
- Đề (提): kỹ thuật giật nhẹ dây, từ trong ra ngoài gọi là Snap pizzicato trong tiếng Anh
- Phách huyền (拍弦): kỹ thuật vỗ đều lên dây đàn
- Niết (捏): dừng hai lần rồi gảy đàn trong khi tay trái tỳ lên phím ở cần đàn nhằm mục đích chặn âm
- Khốc cầm mã diễn tấu (靠琴碼演奏): chơi ở gần phần ngựa đàn để âm thanh tạo ra có được độ cứng và hơi thô
- Chỉ phạt (指撥): Gảy với ngón tay

### Kỹ thuật tay trái
- Ngâm (吟): luân phiên đẩy và kéo dây tạo âm nhấn luyến
- Nhu (揉): rung dây tạo âm nhấn luyến
- Thôi (推): đẩy dây vào trong tạo âm nhấn luyến
- Lạp (拉): kéo dây hình thành âm nhấn luyến
- Đới (帶): Ngón trỏ bấm vào một cung phím, khi âm thanh vừa phát ra, ngón 2 hoặc 3 bấm mạnh vào cung phím khác (thường là liền bậc cao hoặc thấp) âm thanh từ cung phím này vang lên mà không phải gảy đàn.
- Đả (打): trong khi tay phải gảy, tay trái chạy ngón trên hàng phím ở cần đàn
- Hoạt (滑): Đây là kỹ thuật luyến và ngắt, gảy từ 1 note cao sang các note khác nhưng không làm gián đoạn nhạc khúc, được sử dụng khi có dòng cảm xúc liền mạch
- Đản âm (顫音): dùng ngón tay rung dây nhiều lần trên hàng phím của cần đàn
- Đại chỉ án huyền (大指按弦): Nhấn dây trên phím bằng ngón tay cái

### Kỹ thuật 2 tay
- Nhân công phiếm âm (人工泛音): tạo tiếng đệm cho nhạc khúc với tay phải gảy từng âm trên dây ở mặt đàn trong khi tay trái nhấn giữ dây trên hàng phím phần cần đàn thành ngón rung
- Phách diện bản (拍面板): kỹ thuật gõ 2 tay vào mặt đàn
- Tự nhiên phiếm âm (自然泛音):  Tạo âm bội tự nhiên

## Vị trí trong văn hoá âm nhạc Trung Quốc
Trong kinh kịch hay opera Bắc Kinh, đàn nguyệt Trung Quốc kết hợp với kinh hồ và Kinh nhị hồ, và là nhạc cụ đệm quan trọng nhất của kinh kịch Bắc Kinh, được gọi chung là "ba nhạc khí chính", và chịu trách nhiệm cho bộ phận giai điệu của ban nhạc. Trước khi đàn nhị Bắc Kinh được phát minh, ba phần chính của Dàn nhạc kinh kịch Bắc Kinh là: tần cầm, đàn nhị (kinh hồ), tam huyền và đàn nguyệt được gọi chung là "4 nhạc cụ lớn".
Tại Đài Loan, Bắc Kinh được sử dụng để đệm nhạc cho Operaing Bắc Kinh Wenwuchang thường sử dụng Yueqin 1 dây, đôi khi là Yueqin 3 dây. Bắc quản nguyệt cầm (北管月琴) của Đài Loan sử dụng rất giống với đàn nguyệt truyền thống của kinh kịch Bắc Kinh. Nó thường có 2 dây, đôi khi là 3 dây.

## Đàn Nguyệt Việt Nam

### Cấu tạo

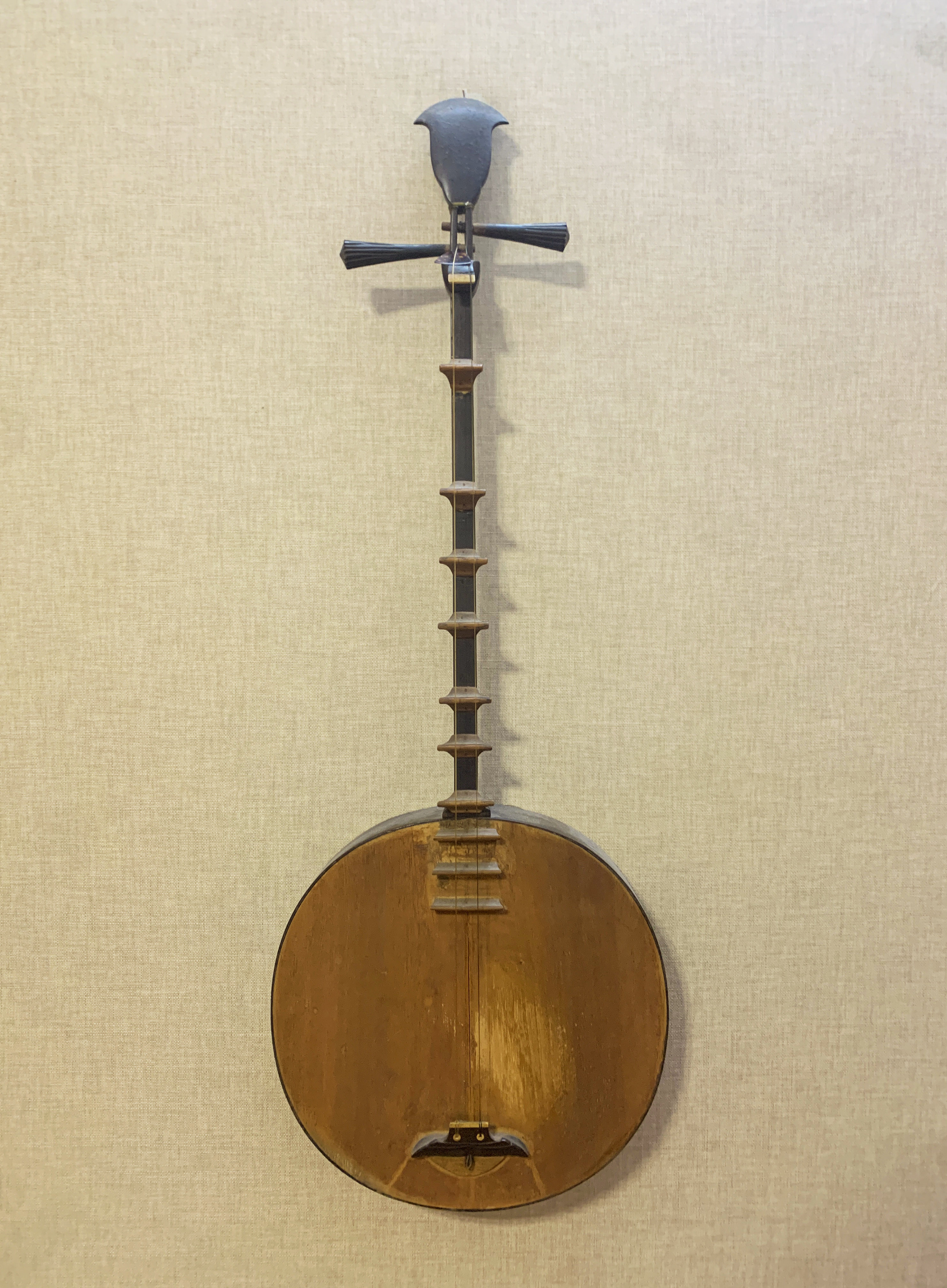
Đàn nguyệt Việt Nam, 10 phím

Đàn Nguyệt (hay còn được gọi là Đàn Kìm hoặc Đờn Kìm) xưa có bốn dây (Hai dây kép). Về sau, để tiện lợi sử dụng và thực hiện các kỹ thuật đặc trưng của âm nhạc truyền thống Việt Nam, Đàn Nguyệt đã được cải tiến thành thành đàn có hai dây như hiện nay.
Cấu tạo chính:
- Đầu đàn được tạo hình lá đề, có đục bốn lỗ để mắc trục đàn.

- Cần đàn thon dài được làm từ gỗ cứng và được gắn phím cố định từ 8 - 11 phím tùy theo nhu cầu sử dụng.

- Bầu vang được tạo hình khối tròn với thành khối khoảng 6 cm, đường kính mặt đàn từ 30 cm - 39 cm tùy theo nhu cầu sử dụng, trên mặt có ngắn ngựa đàn dùng để mắc dây. Mặt đàn không có lỗ thoát âm.

- Dây đàn xưa dùng bằng dây tơ se lại, nay thường dùng dây nilon để tăng độ bền của dây. Hai dây được mắc từ trục đàn ở đầu đàn tới ngựa đàn ở gần cuối mặt bầu vang. Khi ôm đàn bằng tay phải dây phía trên được gọi là dây trên, dây trong, hoặc dây số 1; dây dưới được gọi là dây dưới, dây ngoài hoặc dây số 2. Có nhiều cách lên dây cho Đàn Nguyệt tùy thuộc vào từng thể loại âm nhạc mà người diễn xướng muốn sử dụng.

### Tên gọi

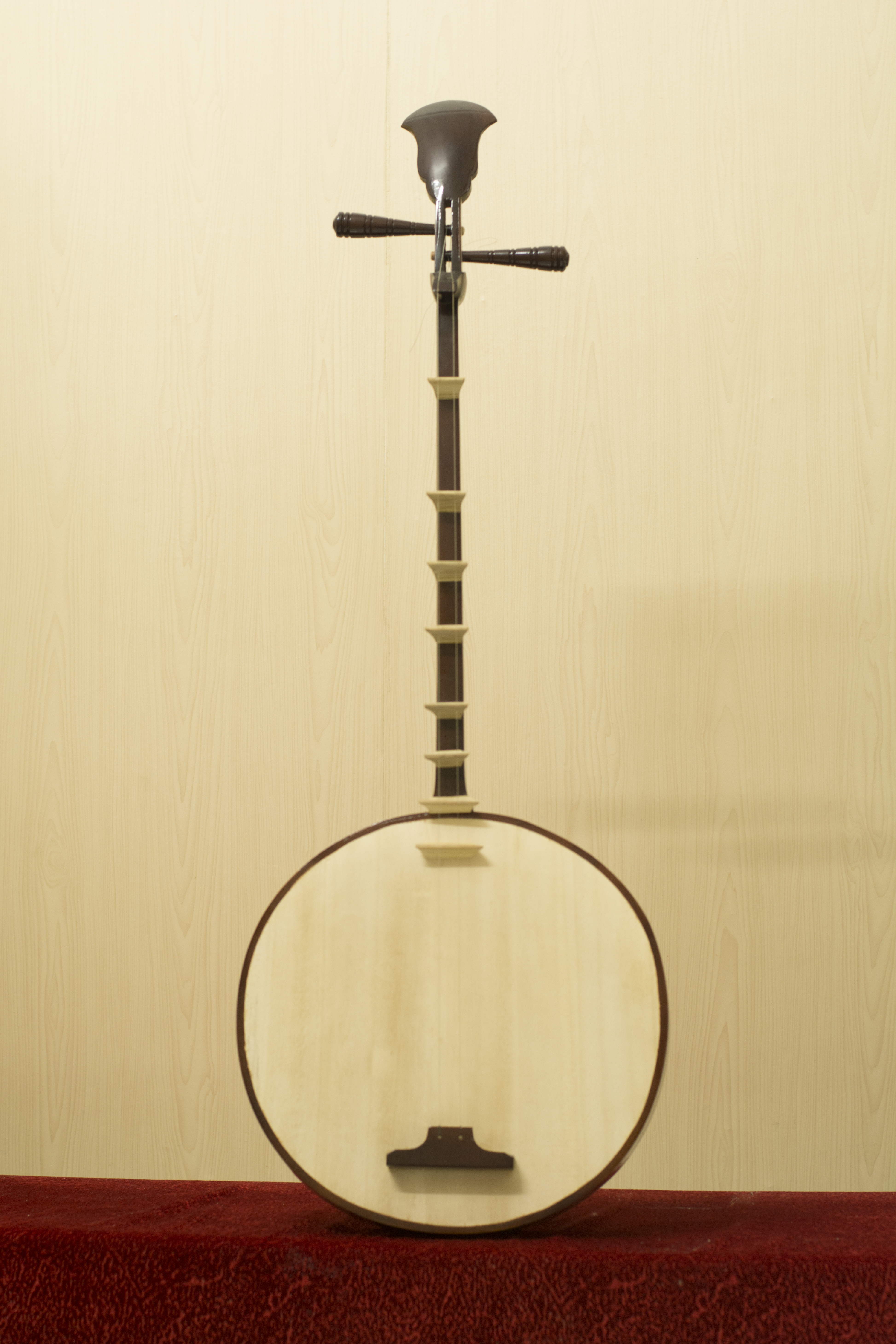
Đàn kìm có 8 phím

Đàn Nguyệt tại Việt Nam có rất nhiều tên gọi khác nhau hiện nay ở các vùng miền:
- Đàn Nguyệt (Hán Việt Nguyệt Cầm): Là tên gọi phổ thông nhất của cây đàn này được sử dụng chính thức trong chương trình giảng dạy của các Học viện âm nhạc tại Việt Nam. Tên gọi này được xuất phát bởi hình dáng thùng đàn tròn đầy như mặt trăng đêm rằm.

- Đàn Kìm (Đờn Kìm theo phương ngữ Nam Bộ): Là tên gọi phổ biến ở các tỉnh Nam Bộ bao gồm Đông Nam Bộ và Tây Nam Bộ. Theo lý giải của Ths.NSUT Huỳnh Khải - Nguyên trưởng khoa Âm nhạc dân tộc của Nhạc viện Thành Phố Hồ Chí Minh thì "kìm" do đọc trại từ chữ "cầm" mà thành.

- Quân Tử Cầm: Tên gọi phổ biến của giới Đờn ca tài tử ngày xưa. Sở dĩ gọi là Quân tử cầm vì cây đàn này có tính quan trọng trong một dàn nhạc, luôn giữ giai điệu chính của bài bản cũng như nhịp nhạc của bài bản. Người chơi đàn này đồng thời là người giữ là gõ song loan cho cả dàn nhạc.

### Vị trí trong âm nhạc truyền thống Việt Nam

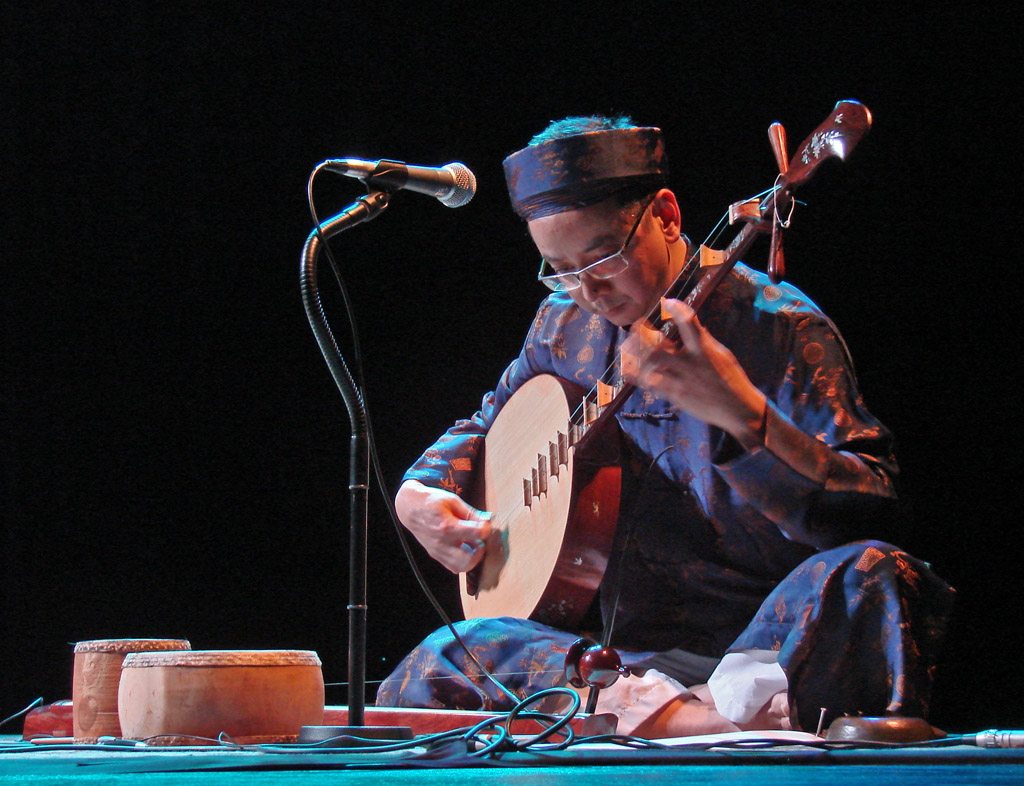
Diễn tấu đàn nguyệt Việt Nam.

Đàn nguyệt được dùng để biểu diễn các thể loại nhạc dân ca của Việt Nam. Trong ban nhạc "Ngũ tuyệt" của nhạc thính phòng cổ truyền thì đàn nguyệt đóng vai trò điều khiển. Bốn nhạc cụ kia trong dàn nhạc gồm có đàn tranh, đàn bầu, đàn nhị, đàn tam và ống sáo.
Đàn nguyệt cũng giữ vai trò tối trọng yếu trong nhạc chầu văn - một thể loại hát đặc sắc của đồng bào Bắc Bộ, nhạc thính phòng Huế (Nhã nhạc cung đình Huế). Đặc biệt Đàn Nguyệt là linh hồn của một dàn nhạc Đờn ca tài tử Nam bộ mà nơi đây Đàn Nguyệt thường được gọi với tên gọi Đàn Kìm hoặc Đờn Kìm.

### Một số tác phẩm tiêu biểu của Đàn Nguyệt (Việt Nam)
- Cảm Xúc Quê Hương - St Xuân Khải
- Tình Quê Hương - St Xuân Khải
- Chung Một Niềm Tin - St Xuân Khải
- Nước Non Ngàn Dặm - St Xuân Khải
- Quê Ta - St Xuân Khải
- Tình Quân Dân - St Xuân Ba
- Trăng Rằm - St Anh Tấn
- Tình Mẹ - St Trần Luận
- Bình Minh (Concerto) - St Quang Hải
- Đường Kẽ (Concerto) - St Bùi Thiên Hoàng Quân

### Hình ảnh đàn nguyệt trong thi ca
- Bài thơ "Nguyệt Cầm" của Xuân Diệu

- Nhạc phẩm "Nguyệt Cầm" của Cung Tiến

- Truyện thơ "Truyện Kiều" của Nguyễn Du có đoạn:

"Đắn đo cân sắc cân tài
Ép cung cầm nguyệt thử tài quạt thơ"
"Rằng nghe nổi tiếng cầm đài
Nước non luống những lắng tai chung kỳ
Thưa rằng "Tiện kỹ sá chi
Đã lòng dạy đến, dạy thì phải vâng"
Hiên sau treo sẵn cầm trăng
Vội vàng sinh đã tay nâng ngang mày"

### Nơi đào đạo đàn Nguyệt chuyên nghiệp tại Việt Nam
- Học viện âm nhạc Quốc gia Việt Nam

- Học viện âm nhạc Huế

- Nhạc viện Thành phố Hồ Chí Minh

- Đại học Văn hóa nghệ thuật Quân Đội

- Các trường Cao đẳng Văn hóa nghệ thuật tại các Tỉnh/ Thành.